# 毛野古草
毛野古草（学名：Arundinella pubescens）为禾本科野古草属的植物。分布于大洋洲、台湾岛、菲律宾等地，多生长于潮湿的河旁岩隙中，目前尚未由人工引种栽培。